# Eddy Huntsman
Eddy Huntsman, né le 16 mai 2002,, est un coureur cycliste américain. Il participe à des compétitions sur route et sur piste.

## Biographie
Lors de la saison 2019, Eddy Huntsman décroche diverses médailles aux championnats des États-Unis sur piste chez les juniors (moins de 19 ans). En 2022, il devient double champion national parmi les élites, dans la course à l'élimination et la poursuite par équipes. Grâce à ses performances, il est sélectionné en équipe nationale. Il représente ainsi son pays dans diverses manches de la Coupe des Nations, aux championnats du monde et aux championnats panaméricains, où il se classe troisième de la course à l'élimination. 
En 2023, il remporte deux nouveaux titres de champion des États-Unis sur piste. Il finit toutefois par délaisser les vélodromes pour privilégier davantage le cyclisme sur route, une discipline qu'il pratiquait déjà. Sous les couleurs d'un club américain, il participe à plusieurs compétitions européennes entre juillet et octobre 2024. Durant cette période, il obtient une victoire et diverses places d'honneur dans des épreuves régionales, en Belgique mais aussi aux Pays-Bas. Il se distingue ensuite sur l'édition 2025 de la Valley of the Sun Stage Race en terminant deuxième d'une étape et quatrième du classement général. 

## Palmarès sur piste

### Championnats panaméricains
- Lima 2022
  -  Médaillé de bronze de l'élimination

### Championnats nationaux
- 2019
  - 2e du championnat des États-Unis de l'américaine juniors
  - 3e du championnat des États-Unis de l'omnium juniors
  - 3e du championnat des États-Unis de course aux points juniors
- 2021
  - 2e du championnat des États-Unis du scratch
  - 3e du championnat des États-Unis de l'élimination
- 2022
  -  Champion des États-Unis de l'élimination
  -  Champion des États-Unis de poursuite par équipes
  - 2e du championnat des États-Unis du scratch
  - 2e du championnat des États-Unis de l'américaine
- 2023
  -  Champion des États-Unis de l'élimination
  -  Champion des États-Unis de poursuite par équipes
  - 2e du championnat des États-Unis de course aux points

## Palmarès sur route
- 2021
  - San Ardo Road Race
- 2023
  - Barry Wolfe Grand Prix
- 2024
  - Course de Westkapelle
  - 2e du Ronde van Obdam
- 2025
  - Cal Poly Criterium